# Agaraeus notia
Agaraeus notia är en fjärilsart som beskrevs av Eugen Wehrli 1940. Agaraeus notia ingår i släktet Agaraeus och familjen mätare. Inga underarter finns listade i Catalogue of Life.